# Volemys
Volemys là một chi động vật có vú trong họ Cricetidae, bộ Gặm nhấm. Chi này được Zagorodnyuk miêu tả năm 1990. Loài điển hình của chi này là Microtus musseri Lawrence, 1982.

## Các loài
Chi này gồm các loài: